# 行政中立
行政中立，與政治中立不完全相同，意指公共行政人員對政治事務維持客觀中立及公平的超然立場，以國家、人民的整體利益為考慮。

## 意義
所謂行政中立，是指行政層級系統中的公務員文官，尤其指事務官，對於政治事務保持中立超然的地位，不參與政黨政治，不受政治因素的影響，更不介入政治活動與政爭，與政治系統保持適度的分離，有利於行政事務系統順利推動，以維持社會穩定。

## 行政中立理念的發展歷史

### 傳統觀點
美國行政學者伍德罗·威尔逊於1887年提出為政治行政二分理論，目的是為了矯正政黨分贓制（spoils system）。

### 科學管理觀點
德國社會學家马克斯·韦伯建構了科層制理論體系，他認為理性的科層制應免除價值判斷，僅依照專業知識與技能有效忠實執行主權者所交付的任務。

### 行為主義觀點
第二次世界大戰後，行為主義運動興起，行政研究改為行為途徑，行政與政治之間分離關係擴大。

## 世界各地行政中立推動情形

### 中華民國（臺灣）
中華民國考試院自1991年研擬公務人員行政中立制度，2009年6月10日公布《公務人員行政中立法 （页面存档备份，存于）》。該法立法目的是為了讓公務員對於有關行政中立之行為分際及權利義務等事項有法律依據可以遵循，使公務員在執行職務時能夠秉持依法行政原則並且公正執法，不偏袒特定政黨派系與介入政治紛爭，而是本著為民服務、提升政府效率，健全文官體制，達成政治中立目標。此法於中華民國103年11月26日公布第1次修正。